# Blair Witch (videojuego de 2019)
Blair Witch (en español La Bruja de Blair) es un videojuego de terror de tipo terror psicológico desarrollado por la compañía polaca Bloober Team y distribuido por Lionsgate Games para las plataformas Microsoft Windows, Xbox One y PlayStation 4. Lanzado al mercado el 30 de agosto de 2019, está basado en el universo franquicia que se inició con la película El proyecto de la bruja de Blair, que dio pie a varias películas así como a tres videojuegos en el año 2000. Fue dado a conocer en el evento E3 de 2019.

## Jugabilidad
Es un juego en primera persona. El protagonista está equipado con un teléfono celular, un walkie-talkie, una linterna, una cámara de vídeo, similar en estilo y acción a videojuegos como Slender: The Arrival y Outlast, y una mochila, que sirve como inventario. El jugador puede interactuar con el perro, Bullet, eligiendo uno de los cinco comandos de un menú.
El juego, si se hace siguiendo las pistas y con un manejo normal, puede tardar en completarse seis horas.

## Trama
El juego se desarrolla en el año 1996, dos años después de los eventos de la película original. Ellis, un expolicía y veterano de guerra, viaja al bosque de Black Hills, en Burkittsville (Maryland) para unirse al grupo de búsqueda de un niño desaparecido, Peter Shannon, de nueve años. Trae con él, su perro mascota, Bullet. Mientras conduce hacia el bosque, llama a su exnovia, Jess. Cuando llega al bosque, en un descampado tomado como base de misiones por la policía, con varios coches aparcados, toma su linterna, adquiere un walkie-talkie y comienza la búsqueda, en paralelo con la actuación de la policía, que lidera el sheriff Lanning.

## Críticas
El videojuego recibió críticas mixtas en los medios especializados. El sitio web de recopilación Metacritic calificó al videojuego para PC con una puntuación de 68/100, mientras que la de XBOX One recibió 73/100. La edición para PlayStation 4, que salió al mercado a finales de diciembre de 2019, tuvo una puntuación de 65/100.
Medios especializados lo catalogaron como una experiencia esencial para los seguidores del género del terror, y especialmente para los fanes de la película, al lograr meter al jugador en el ambiente, la paranoia psicológica y el terror; pudiendo igualarse en intensidad a otros videojuegos del género como Amnesia: The Dark Descent o Silent Hill.
Ha sido también destacado por su historia y el uso de rompecabezas. En observaciones sobre los controles, para la web Truste Dreviews el videojuego tiene mecánicas que se sienten torpes para el jugador siendo "bastante difíciles de manejar cuando se trata de combinar con un rendimiento inconsistente", parcela también compartida por Eurogamer, que destaca su mezcla de "diseño sólido pero un planteamiento irregular". Por su parte, Hobby Consolas reseña que "parte de buenas ideas, y tiene una ambientación aterradora, pero no profundiza en las mecánicas de juego y cae en demasiados lugares comunes del género".
Críticas más negativas sobre el videojuego quitaban todo el valor a los buenos comentarios, si bien refrendando que la historia era interesante, es "poco satisfactoria y con un ambiente y criaturas más que aburridas. Lo peor de todo, todo lo que haces, es muy repetitivo", como criticaba Austin Fern, de Gaming Trend.